# Piratensender

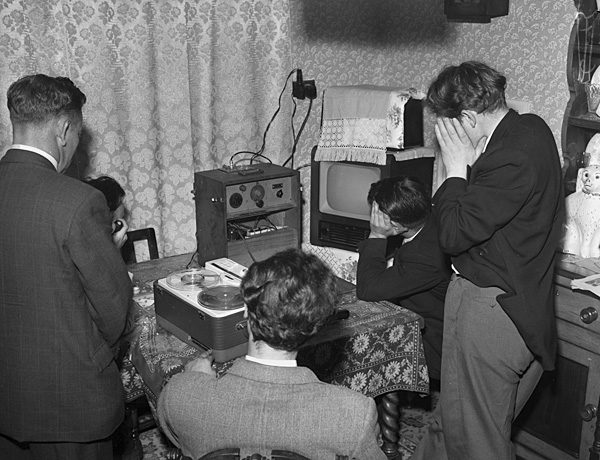
Am 6. August 1959 sendete „Radio Wales“ erstmals illegal in Nordwales. Die Beteiligten verdecken ihre Gesichter.

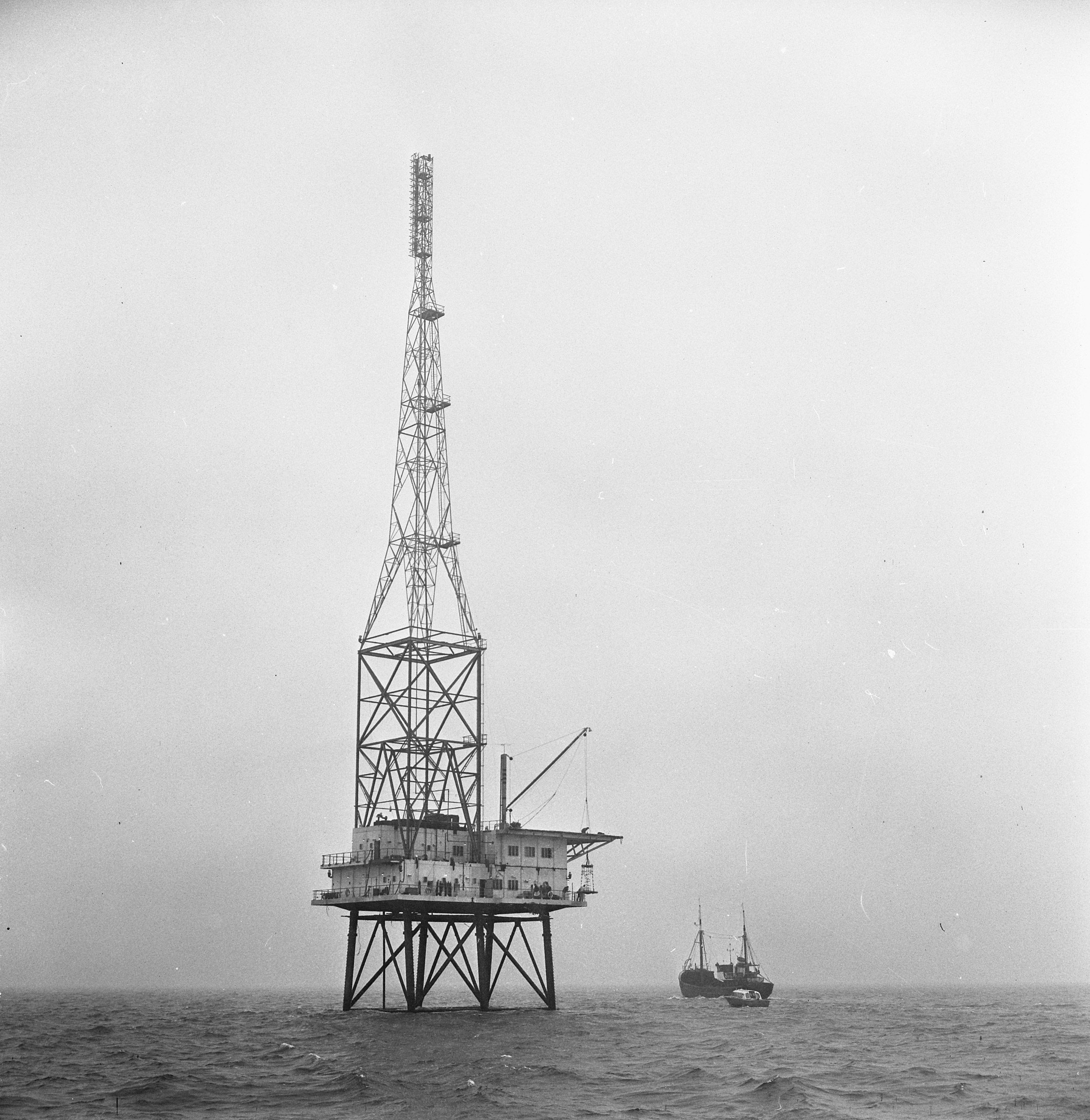
REM-eiland vor der niederländischen Küste war ein Piratensender (1964)

Ein Piratensender (auch Seesender) ist ein Rundfunksender (in der Regel Hörfunk), der als Schwarzsender innerhalb eines Staatsgebietes sein Programm ohne Lizenz ausstrahlt. Auch werden Radiosender aus dem benachbarten Ausland, die sich jedoch an die Hörer des Nachbarlands richten, als „Piratensender“ angesehen.

## Begrifflichkeit
Der Begriff „Piratensender“, mittlerweile gängiger Begriff im deutschen Sprachgebrauch, ist im Allgemeinen weitaus häufiger anzutreffen als das Wort „Schwarzsender“ und ist in Fachkreisen (Funkamateure, Assoziation Deutschsprachiger Kurzwellenhörer) sowohl unstrittig als auch in deren Veröffentlichungen eine eigenständige Rubrik. In der Schweiz verwendet man den Begriff „Radiopiraten“ für das Piratensender-Phänomen.
Der Begriff „Piratensender“ wurde im allgemeinen Sprachgebrauch europaweit ursprünglich und vorwiegend nur für die sogenannten „Offshore“-Stationen auf Hoher See (außerhalb der Drei-Meilen-Zone) verwendet, wie Radio Nordsee International und Radio Caroline, die damals auf Schiffen beheimatet waren.
Die ersten Offshore-Piratensender nutzten beim Start eine legale Sendemöglichkeit in den internationalen Gewässern und wurden erst durch einseitige Gesetzesänderungen zum Nachteil der Seesender untersagt, die nachträglich erfolgten. In einem berühmt gewordenen Kommentar zur Einstellung von Radio Caroline sprach ein Schiffs-DJ sogar von einem „kriminellen Akt der englischen Regierung“.
Erst im Laufe der Jahre wurde im deutschen Sprachraum das Wort „Piratensender“ auch für landgestützte illegale Schwarzsender benutzt, oft im Grenzgebiet. Heute verwendet man im Ostfriesischen auch den Begriff „piróótje“, der ein Diminutiv von „piróót“ (Pirat) ist.
Im englischen und niederländischen Sprachbereich werden seegestützte Schwarzsender weiterhin „Pirate Radio“, „Offshore-Radio“ oder „Teerjacken-Sender“ genannt. In Deutschland fehlt das Andenken an diese Radiomacher, die mit ihrer Arbeit von Hoher See aus als Begründer der heutigen europäischen vielfältigen Radiolandschaft gelten können.

## Definition
Man kann drei Typen von Radiopiraten unterscheiden:
- die politischen, denen es um die Verbreitung ihrer politischen Botschaft geht, aber manchmal ein breiteres Programm anbieten
- die kommerziellen, die Werbung verkaufen und
- die Bastler, die fasziniert von der Sendetechnik sind.

Umstritten ist die Bezeichnung „Piratensender“ bei solchen Sendern, die in dem Land, in dem sie ausstrahlen, legal sind, sich jedoch an die Zuhörer im Nachbarland bzw. Nachbarländer wendet, wo sie ebenfalls empfangen werden können und von den Behörden missbilligt werden. Unterliegen Nachrichten und Informationen im Empfangsgebiet einer politischen oder religiös motivierten Zensur, kommt solchen – meist als „Untergrundsender“ oder Clandestine-Radiostation bezeichneten – Rundfunksendern eine besondere Bedeutung zu.
Oft werden Piratensender auch als „Freie Sender“ bezeichnet – jedoch nicht zu verwechseln mit Freien Radios oder dem Bürgerrundfunk. Piratensender sind nach landläufigem deutschen Verständnis auch Schwarzsender; der Begriff Schwarzsender ist aber weitaus umfassender und umfasst weitere Gruppen unlizenzierter Ausstrahlungen. Scharf zu unterscheiden sind hiervon Clandestine-Radiostationen. Diese sind nicht immer einwandfrei einzuordnen, gehören aber nicht zum Bereich Piratensender. Zum Teil wurden diese sogar (insgeheim) von Staatsregierungen betrieben. Dieser kleine Bereich zählt nicht zur Gruppe der Schwarzsender. Alles in allem spiegelten sich in den nicht immer auf Anhieb zu kategorisierenden Sendestationen die besondere Vielfalt des Mediums Rundfunk wider – vor allem auf Mittelwelle und Kurzwelle. Insbesondere die Mittelwelle hatte zu Beginn der Piratensender-Ära in den frühen 1960er-Jahren eine starke Bedeutung. Die Beliebtheit von Piratensender haben zur Öffnung des Rundfunks in Europa beigetragen.

## Geschichte

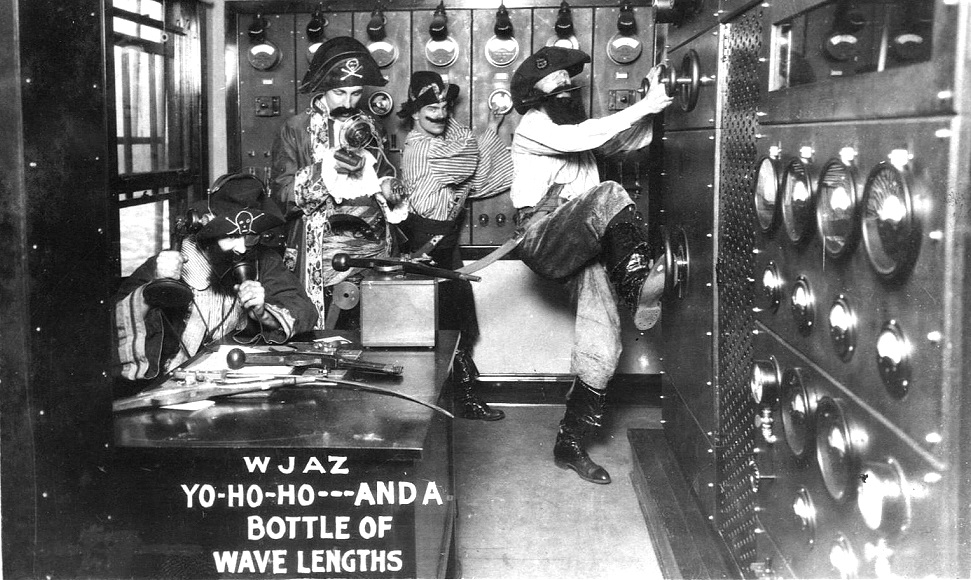
Bereits 1926 inszenierten sich in den USA Radiomacher, die in Konflikt mit den Behörden waren als „Wellen-Piraten“

Die Bezeichnung „Piratensender“ ist dem Umstand geschuldet, dass zur Ausstrahlung freie Sendefrequenzen ungefragt genutzt werden oder auch von anderen, legalen Sendern benutzte Frequenzen „gekapert“ und mit dem eigenen Programm überlagert werden (Störsender). Piratensender waren in der Geschichte häufig „Seesender“, da sie sich früher in internationalen Gewässern („Offshore“) den Zugriffen der Behörden entziehen konnten. Daher stammt auch der Begriff „Offshoreradio“. Des Weiteren bietet das Meerwasser eine exzellente Erdung, was insbesondere für den Sendebetrieb auf Kurz- und Mittelwellenfrequenzen vorteilhaft ist.

### Erste „Piratensender“ in den USA
Die ersten „Piratensender“, die jedoch nicht als solche bezeichnet wurden, entstanden in Mexiko an der Grenze zu den Vereinigten Staaten. In den Vereinigten Staaten hatte sich bereits in den 1920er Jahren eine kommerzielle, auf den Verkauf von Werbung ausgerichtete Radiokultur entwickelt. Sie bediente einen Massengeschmack. Da sie jedoch häufig zum Verkauf fragwürdiger Produkte, politischer Propaganda und anderer Verstöße gegen das US-Recht dienten, wurden die Sendelizenzen einiger Anbieter nicht verlängert. Außerdem wurde bereits 1933 durch die FCC ein Leistungslimit von 50 kW auf Mittelwelle festgelegt, das bis heute Gültigkeit besitzt. Diese wichen auf extrem leistungsstarke Sender an der mexikanischen Grenze aus, die in englischer Sprache senden und große Teile der USA erreichen.
Als Auslandssender waren sie für die Hörer daran erkennbar, dass die Rufzeichen wie bei allen mexikanischen Sendern stets mit einem X begannen, während US-amerikanische Sender je nach Standort mit einem W für Sender im Osten der USA oder einem K im Westen der USA begannen (und nach wie vor beginnen). In den USA ist es üblich, dass sich Rundfunksender on air mit ihrem Rufzeichen und nicht mit einem selbstgewählten Sendernamen identifizieren. Gesendet wurde mit bis zu 500 kW, weshalb sie als border blasters bezeichnet werden, während in den USA nur Sender mit maximal 50 kW lizenziert sind.
Dusty Hill von ZZ Top sprach in einer Dokumentation über die Band und dass sie in jungen Jahren XERF-Radio aus Ciudad Acuña, Mexiko oft gehört hatten. Außerdem handelt das Stück „Heard it on the X“ von mexikanischen Radiosendern nahe der Grenze und erwähnt Acuña in dem Song namens „Mexican Blackbird“ auf dem ZZ-Top-Album Fandango!.
In den 1980er Jahren entwickelte sich eine rege Community Radio-Szene, kleine lokale „Piratensender“, die sich unter dem Motto „get your Radio free – throw out the FCC“ gegen das Lizenz-Monopol der FCC wendeten.
Im Streit mit der FCC waren Free Radio Berkley und San Francisco Liberation Radio zwei Stationen, die im Gegensatz zur FCC die Auffassung vertraten, dass der HF-Bereich eine Allmende ist und jedem Bürger ohne FCC-Lizenz zur Verfügung stehen sollte, um dort seine Meinung äußern zu können. Free Radio Berkley gewann gegen die FCC einen langjährigen Rechtsstreit um das Recht zu senden.

### Die klassischen Piratensender in Europa
Die klassischen Piratensender entwickelten sich in Europa in den 1960er-Jahren, vor allem in Großbritannien, wo sich zuvor, vorbildhaft für Europa, eine völlig andere Radiokultur als in den USA entwickelt hatte. Hier hatte die British Broadcasting Corporation (BBC), die bis heute das Idealmodell des öffentlich-rechtlichen Rundfunks darstellt, das Monopol. Es orientierte sich an den von Lord Reith entwickelten Prinzipien eines Bildungsauftrags der Sender, dem unabhängigen „Public Service Broadcasting“. Bei der BBC war damals „Massenkultur“ – im Gegensatz zur Hochkultur – ein negativ besetzter Begriff. So fand z. B. der seit den 1950er-Jahren aufkommende Rock ’n’ Roll in Großbritannien fast nur auf dem in Luxemburg lizenzierten Privatsender Radio Luxembourg und dem US-amerikanischen Soldatensender AFN (in diesem Sinne auch Piratensender, da von der britischen Regierung nicht gebilligt) statt, die über Mittelwelle (oft nicht besonders gut) empfangen werden konnten.
Als erster europäischer Piratensender in internationalen Gewässer nahm im Jahr 1958 Radio Mercur den Sendebetrieb vor Dänemark auf, und zwar von einem ehemaligen deutschen Fischereischiff, umbenannt in „Cheeta“. Anschließend ging vor der niederländischen Küste Radio Noordzee und TV Noordzee vom REM-eiland sowie Radio Veronica vom Feuerschiff Borkumriff III auf Sendung, gefolgt von Radio Nord vor Stockholm.
Die bekanntesten britischen Piratensender, die ab 1964 sendeten, waren Radio Caroline und Wonderful Radio London, genannt Big L. Beide sendeten ihre Programme ebenfalls von Schiffen außerhalb der Hoheitsgewässer vor der britischen Küste. Andere Seesender hatten ihre Sendeanlagen auf verlassenen Forts aus dem Zweiten Weltkrieg in der Themsemündung errichtet (z. B. Shivering Sands, Red Sands).
Die meisten Programme wurden in erster Linie vom Abspielen populärer Musik für jugendliche Hörer bestimmt, unterbrochen von Werbeeinblendungen und Nachrichten. Eingestreute Jingles, schnellsprechende Moderatoren und das Anmoderieren eines Musiktitels in die bereits gestartete Musik verliehen den Sendungen ein gewisses Tempo. Beliebt war es seinerzeit, die Sender mit den aufkommenden Transistorradios ortsungebunden zu empfangen.
Die Diskjockeys erlangten den Status von Popstars. Bekannte DJs waren z. B. Kenny Everett, Tony Blackburn, John Peel, Tommy Vance, Johnnie Walker und Dave Lee Travis. Letztgenannter moderierte zeitweise zusammen mit Uschi Nerke auch die deutsche Fernsehsendung Beat-Club bei Radio Bremen. Auch waren die Diskjockeys für BFBS Germany tätig, der besonders in Nord- und Westdeutschland beliebte britische Soldatensender, der neben seiner eigentlichen Zielgruppe auch viele deutsche Zuhörer hatte.
Nach Inkrafttreten des Marine Broadcasting Offences Act stellten fast alle britischen Seesender bis zum 14. August 1967 ihren Sendebetrieb ein, nur Radio Caroline blieb unter dem Namen Radio Caroline International bis zum 3. März 1968 weiterhin auf Sendung. An diesem Tag wurden dann beide Schiffe wegen finanzieller Forderungen durch die Wijsmuller Company in die Niederlande verbracht. Damit endete die klassische Ära der populären britischen Piratensender. Von 1983 bis 1990 ging Radio Caroline erneut auf Sendung, und zwar von der Ross Revenge.
In den 1960er- und 1970er-Jahren waren die Niederlande Ausgangspunkt verschiedener Piratensender wie Radio Veronica und Radio Nordsee International (RNI), die von Schiffen außerhalb der Hoheitsgewässer sendeten. Auch sie mussten am 31. August 1974 (Final-Closedown-Day) den Betrieb einstellen, nachdem auch die erste und zweite Kammer des niederländischen Parlaments dem sogenannten „Anti-Veronica-Gesetz“ zugestimmt hatte.

### Geschichte der Piratensender im deutschsprachigen Raum

#### Deutschland
Das links-alternative Radioprojekt Radio Dreyeckland (RDL) wurde 1977 als Radio Verte Fessenheim gegründet und ist das älteste Freie Radio Deutschlands. Die erste Sendung dauerte zwölf Minuten und wurde am 4. Juni 1977 ausgestrahlt. Es war der bekannteste politische Piratensender im deutschsprachigen Raum. Seit 1981 nannte er sich Radio Dreyeckland, das grenzüberschreitend im Dreiländereck Schweiz, Frankreich, Deutschland sendete und aus dem Widerstand gegen die drei Atomkraftwerke Fessenheim, Wyhl und Kaiseraugst entstanden war. Im Vergleich der Länder war nach Angaben der Macher die Schweizerische PTT die rabiateste Verfolgungsbehörde. Nach einer Razzia gegen Radio Dreyeckland unterstützte auch François Mitterrand eine Petition zur Legalisierung des Senders. Nachdem er 1981 Staatspräsident geworden war, wurden in Frankreich die so genannten Radios Libres legalisiert, so dass RDL von den Vogesen aus legal Sendungen auch in das deutsche Grenzgebiet senden konnte; seit Ende der 1980er-Jahre sendet das Radio aus Freiburg im Breisgau sein politisch linkes Programm.
In der Auseinandersetzung um das Endlager für radioaktiven Müll in Gorleben sendete vom 18. Mai bis 4. Juni 1980 Radio Freies Wendland. Mit der Erstürmung der Republik Freies Wendland durch etwa 10.000 Beamte musste auch der Piratensender seinen Betrieb einstellen.
In Frankfurt am Main entstand 1980 aus autonomen Zusammenhängen der Sender Radio Isnogud. 1981 sendeten die Startbahngegner mit einem eigenen Sender (Radio Luftikus) aus dem Hüttendorf auf dem Gelände der Startbahn West.
Aus Ostbelgien sendete Radio Benelux (BNL) legal von 1981 bis 1984 ein meist unpolitisches Musikprogramm in den südwestlichen Teil Nordrhein-Westfalens. BNL nutzte eine Gesetzesänderung in Belgien, die eine liberale Lizenzierung auf UKW mit 100 Watt Strahlungsleistung und das Aussenden in Mono möglich machte. Dass das BNL damit in NRW gut zu hören war, lag einzig und alleine daran, dass man von dem in 720 Meter über NN liegenden Baraque Michel sendete. Es folgte Radio Fantasy Raeren und 1999 Fantasy Dance FM auf der Frequenz 96,7 MHz mit einer Sendeleistung von 1,5 kW in Stereo. Der Sender bekam jedoch Anfang 2011 immer mehr Druck von den Behörden und es sollte ein Frequenztausch vorgenommen werden. Der Sendebetrieb wurde 2020 eingestellt.
Weitere deutschsprachige Sender bekamen eine belgische Sendelizenz, so unter anderem Henri Radio aus Henri-Chapelle und Radio Distel aus Eupen. Vom unmittelbar vor Aachen liegenden Dreiländereck (320 m ü.NN) aus bei Gemmenich sendete ab 1983 auf UKW 101 MHz Radio101. Zuerst von einem umgebauten Fahrzeug aus, dann vom Baudouin-Turm auf der belgischen Seite (354 m ü.NN), danach vom Dach eines Hochhauses auf der niederländischen Seite des Dreiländerecks und schließlich wieder vom Baudouin-Turm. Von dort aus sendete dann mit den Teams von Radio101 und Henri-Radio kooperierend für etwa ein halbes Jahr lang „Radio Telstar International“ (RTI) ein kommerzielles deutsch- und niederländischsprachiges Musikprogramm. In den Nachtstunden gab es gemeinsame Liveprogramme mit Henri Radio und Radio101. RTI speiste das recht kräftige Signal eines umgebauten Flugfunksenders der Firma Rohde & Schwarz in zwei vertikal polarisierte UKW-Dipolantennen, die in Richtung Niederlande strahlten, und zwei weitere horizontale Dipole, die nach Deutschland ausgerichtet waren. Aachen soll von RTI besser bestrahlt worden sein als vom WDR (Sender Aachen-Stolberg) und war daher für Werbetreibende interessant. RTI wurde von der belgischen Staatsanwaltschaft geschlossen und danach als lizenzierter Lokalsender Radio Telstar Offenburg (RTO) von 1987 bis 1992 unter recht ungünstigen Bedingungen (Frequenzsplitting mit Radio OHR) weitergeführt. Inzwischen war in Deutschland das öffentlich-rechtliche Rundfunkmonopol gefallen. Zuletzt sendeten einige der damals Verantwortlichen im Sommer 2008 und sporadisch auch 2009 unter dem Namen RealFM aus Ostbelgien in Richtung Deutschland.
Legendär waren auch die Partys in einem damals leerstehenden Haus in der Aachener Pontstraße, deren Signal (DJ, Musik) mittels Richtfunk zum Dreiländereck Vaalserberg geschickt wurde, von wo sie dann über den Radio101-Sender auf UKW im Kreis Aachen zu hören waren.
Ebenfalls Anfang der 1980er-Jahre sendete „Radio Wahnsinn“ von wechselnden Sendestandorten ein politisches Programm im Raum Köln. Der Sendebeginn wurde kurz zuvor in Zeitungen angekündigt. Erkennungsmelodie des Senders war der Song Wahnsinn von BAP. Eine Sendung platzte, weil der am Kölner Dom aufgehängte Sender von einer Schülergruppe entdeckt und irrtümlich für eine Bombe gehalten wurde.
Das von Aljoscha Rompe betriebene Radio P nutzte 1989/1990 die Wirren der Wende und sendete in Berlin ein chaotisches Programm. Die Sendeanlagen wurden auf den Dächern von Wohnhäusern wie beispielsweise den besetzten Häusern Schönhauser Allee 5 und Schönhauser Allee 20 sowie dem Kunsthaus Tacheles aufgebaut. Bis 1994 sendete Radio P jedoch nicht durchgängig.
1997 begann TwenFM in Frankfurt/Main ein illegales DJ-Programm auszustrahlen. 1999 zog der Sender nach Berlin um und sendete dort illegal weiter. Nach Konfiszierung der Sendeanlagen pausierte der Sender 2000 und ging 2001 erneut mit einem 12-Stunden-Programm auf Sendung. Wieder wurde der Sender beschlagnahmt. Bis 2004 beteiligte sich TwenFM dann an legalen Veranstaltungsradios. Bis Oktober 2005 sendete TwenFM im Rahmen einer DAB-Promotion legal auf UKW.
Radio Atlantis International, kurz RAI, sendete sonntags alle 14 Tage von 1985 bis zur Konfiszierung 1990 ein flott moderiertes Pop- und Dance-Programm im Raum Stolberg (Rheinland) auf UKW mit 50 Watt und etwa ab 1987 auch europaweit und teilweise bis nach Nordamerika auf Kurzwelle (mit 30 Watt). Auch einige Sender von Radio101 in Aachen stammten aus der Werkstatt von Axel B., RAI.
Abzugrenzen von der rechtlichen Lage der Piratensender ist der keine relevante Reichweite erzielende private Heimfunk in Deutschland.
Während der „Bunten Republik Neustadt“ in Dresden lief von 1992 bis 1994 ein Piratensender mit dem Programm von „Coloradio“, das ab 1994 donnerstags in der Zeit zwischen 20.00 Uhr und 23.00 Uhr in einem Sendefenster von Radio Energie auf 100,2 MHz übertragen wurde und im ganzen Stadtgebiet von Dresden zu empfangen war.
In Aachen sendete 2018, 2019 und 2020 unregelmäßig (meist abends) PARADISE FM mit 50W auf 87,7 MHz mit einem Nonstop-Musikprogramm ohne Moderation, steuerbar über Internet. Ein baugleicher RDS-UKW-Sender, allerdings mit 100W, wird von den gleichen Betreibern (die der Crew um Radio101 entstammen) in Kerry / Irland seit 2017 in den Sommermonaten betrieben.

#### Schweiz

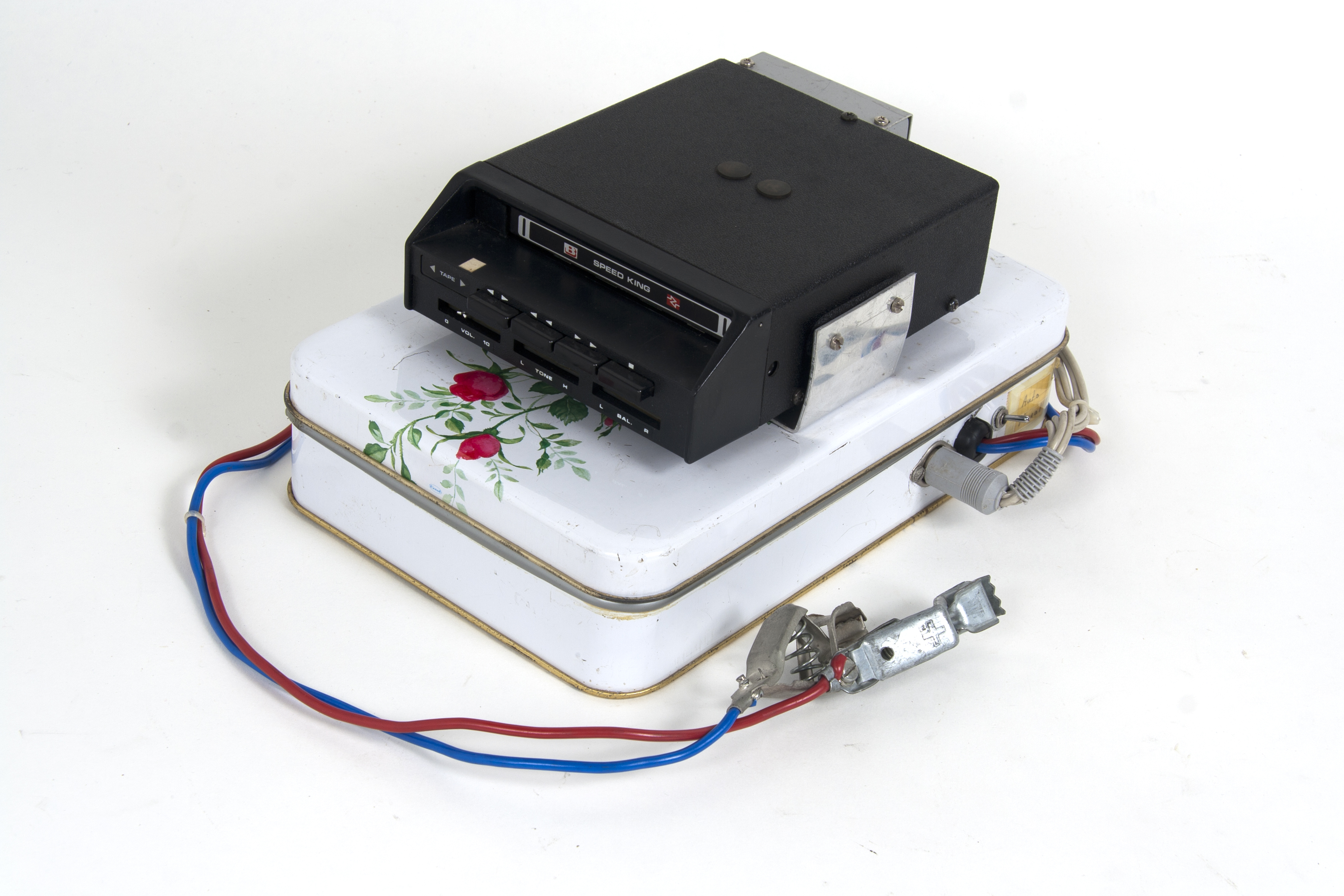
Von Schweizer Piratensendern benutzter UKW-Sender Bern 9801 A 0016, integriert in eine unauffällige Keksdose mit Tonbandgerät für Musikkassetten Speed King

Erste Piratenradios, damals in den Medien als Schwarzsender bezeichnet, experimentierten ab den 1950er-Jahren in der Schweiz. Sie nannten sich etwa «Radio Golden River», «Namenlos», «Schwarze Spinne» oder «Beromünster 2» – letzteres in Anlehnung an den öffentlich-rechtlichen Sender Radio Beromünster – und erreichten mit ihren poppigen Musikprogrammen an Bekanntheit. Viele dieser Stationen entstanden als Gegenbewegung zum öffentlich-rechtlichen Radiomonopol, das als bürokratisch, restriktiv und inhaltlich unflexibel empfunden wurde.
Der älteste politische Piratensender in der Schweiz war die Wellenhexe (d’Wällehäxe), die ab 1976 im Raum Zürich Themen der Frauenbewegung wie Gleichheit der Geschlechter und Abtreibung aufgriff, Lesben ein Sprachrohr bot und damals schon die Rolle der Frau in der Männerdomäne der Rockmusik thematisierte. Die damalige PTT, zuständig für das Funkwesen, ging in den 1950er-Jahren gezielt gegen sogenannte Schwarzsender vor. Im Rahmen koordinierter Aktionen wurden Dutzende Sendeanlagen und technische Geräte beschlagnahmt. Die Funküberwachung der PTT hatte den Auftrag, den konzessionierten Funkverkehr zu schützen und die störungsfreie Nutzung der Frequenzen sicherzustellen. Öffentlich betonte die PTT, dass ihre Überwachungstätigkeit dem Dienst an den Funkbenutzenden diene, wie in den Technischen Mitteilungen der schweizerischen Telegraphen- und Telephon-Verwaltung von 1990 dargelegt wurde.
Die 1976 ebenfalls in Zürich tätige Radiostation Radio Atlantis von Peter Käppeli sendete bereits in Stereo, während das offizielle Radio noch in Mono zu hören war. Im Zusammenhang mit den Protesten gegen das Kernkraftwerk in Gösgen entstand das «Radio aktiv, freies Gösgen». Auch das Radio Schwarzi Chatz, aktiv ab 1978, brachte politisch linke Inhalte im Raum Zürich und gilt als Vorläufer späterer freier Radios in der Schweiz.
Aus Schweizer Sicht ein „Piratensender“, formal jedoch ein legaler italienischer Sender, war Radio 24, der ab November 1979 aus dem italienischen Pizzo Groppera (Provinz Como) mittels Richtantenne gezielt in den Raum Zürich sendete und aufgrund seines Zielpublikums als Piratensender wahrgenommen wurde. Die Schweizer Behörden versuchten mehrfach, den Betrieb zu unterbinden, was die gesellschaftspolitische Debatte um das Rundfunkmonopol noch weiter bestärkte. Radio 24 spielte eine massgebliche Rolle bei der Einführung des privaten Rundfunks. Schliesslich wurde der Radiosender, nach Erhalt einer Schweizer Rundfunkkonzession, legalisiert und der Sendebetrieb nach Zürich verlegt.
Die Piratensender prägten in der Schweiz nicht nur eine Ära medienpolitischer Liberalisierung, sondern hinterliessen auch ein reiches audiovisuelles Erbe. Das Schweizerische Sozialarchiv in Zürich besitzt heute einen bedeutenden Bestand von Aufzeichnungen und Materialien dieser Sender, die wichtige Zeugnisse der Neuen Sozialen Bewegungen und ihrer Kommunikationspraktiken darstellen.

#### Österreich
Am 2. September 1923 sendete Radio Hekaphon, dessen Betrieb offiziell einzustellen gewesen wäre, eine Ansprache des Bundespräsidenten Michael Hainisch anlässlich der Eröffnung der Wiener Herbstmesse. Nachdem die konzessionierte RAVAG zunächst keinen eigenen Sender besaß, wurde Hekaphon (unter Duldung der Regierung) mit der Weiterführung des Sendebetriebs bis August 1924 beauftragt.
Radio Pfeilheim 1968 (laut dem Autor Gerald Freinhofer, damals Student) sendete im 1965 errichteten Studentenheim der Akademikerhilfe 1080 Wien, Pfeilgasse 1–3.
Radio Ö Frei 1980, von der Hochschülerschaft der Technischen Universität gesendet, war ein rund um das Falter lesende Publikum beliebter Sender von Menschen, die mit der knapp darauf gegründeten Partei der Grünen Alternative in Österreich sympathisierten.
Mitte der 1980er-Jahre sendete im Raum Kitzbühel-Tirol Radio Ö4. Nach einiger Zeit wurden die drei Radiomacher (Chris M., Raimund G. und Harald B.) bei einer Sendung am Kitzbühler Horn in flagranti erwischt. Einige Jahre später sendete dort auf UKW 101 MHz Radio101 (ein Ableger des Senders im Raum Aachen). Versuche der österreichischen Post, des Senders oder der Radiomacher habhaft zu werden, wurden von Wachposten mit CB-Funkgeräten vereitelt. Lediglich einmal gelang es, den im Waldboden auf einem Berg vergrabenen Sender zu finden, da die Beamten in einem privaten PKW (ohne sichtbaren Peilantennen-Aufbau) den Berg hinauffuhren.
1992–1993 agitierten im Oberen Drautal Umweltaktivisten mit dem Radio Rübezahl gegen die geplante Umfahrung der Drautal Straße um Greifenburg.

### Weitere Länder

#### Tschechoslowakei
Am Ende des Prager Frühlings marschierten 1968 etwa 500.000 Soldaten des Warschauer Pakts, vor allem der UdSSR, in der Tschechoslowakei ein. Tschechische Bürger improvisierten Piratensender, um ihre Mitbürger über den Einmarsch auf dem Laufenden zu halten. Es gelang den sowjetischen Besatzungstruppen nicht auf Anhieb, diese völlig auszuschalten.

#### Außerhalb Europas
Der indische Untergrundsender Voice of Freedom trug in den Jahren 1955 bis 1961 durch seine publizistischen Beiträge zur Unabhängigkeit Portugiesisch-Indiens bei.
Ungefähr zeitgleich zur Blütezeit der Seesender vor der englischen Küste in den 1960er-Jahren sendete vor der neuseeländischen Küste bei Auckland Radio Hauraki. Der Sender avancierte schnell zur beliebtesten Radiostation des Landes, wurde jedoch von technischen Problemen und vom rauen Seegang geplagt. 1970 erhielt die Station eine Sendelizenz an Land und sendet unter demselben Namen bis zum heutigen Tag.
Der 1987 unternommene Versuch, einen Seesender für New York unter dem Namen Radio New York International aufzubauen, scheiterte an dem harten Durchgreifen der Behörden schon nach wenigen Tagen.

## Piratensender heute

### Deutschland
Durch die Vergabe von Sendelizenzen seit Ende der 1980er-Jahre an Privatradios, an nichtkommerzielle Lokalradios bzw. Bürgerradios und Offene Kanäle sind Piratenradios seltener geworden. Hochburgen der Piratenkultur gibt es noch entlang der niederländischen Grenze, in Ostfriesland, im Ruhrgebiet, im Großraum Frankfurt und im Großraum Ulm.
100’5 Das Hitradio wird nach belgischem Recht reguliert, er ist als regionaler Rundfunkanbieter dort lizenziert, obwohl er vornehmlich auf deutsches Publikum ausgerichtet ist. Der Sender ist im Westen von Nordrhein-Westfalen sehr beliebt, da die Dominanz des öffentlich-rechtlichen WDR im Sendegebiet recht groß ist und es neben den Hochschulradios für Privatsender nur eine jeweilige lokale Sendelizenz auf UKW vergeben wurde. Ein landesweites Privatradio auf UKW, wie in anderen Bundesländern, gab es in NRW bis zur Entstehung von NRW1 im Jahr 2022 nicht. Jedoch ist der flächendeckende Empfang von NRW1 aus Mangel an freien, reichweitenstarken UKW-Frequenzen bisher nicht gegeben.
Es existieren auch deutsche Piratensender auf der Kurzwelle, diese nutzen meist stundenweise gemietete Sender in Ländern mit liberalerer Gesetzgebung. Durch die besonderen Eigenschaften der Kurzwelle sind diese in Deutschland zu empfangen. Obwohl die Studios sich in Deutschland befinden, wird formal kein deutsches Recht verletzt.
Während der COVID-19-Pandemie in Deutschland wurde mehrfach berichtet, dass Sendefrequenzen von öffentlichen Medienanstalten für Botschaften aus der Querdenker-Szene gekapert wurden. Die Verantwortlichen können wegen Störung öffentlicher Betriebe sowie Verletzungen gegen das Telekommunikationsgesetz zur Rechenschaft gezogen werden.

### Großbritannien
Die zuständige Aufsichtsbehörde Ofcom (Office of Communications) erteilt bis dato keine durchgehenden Lizenzen für freie, nichtkommerzielle Sender wie Bürger- oder Uniradios: Sie dürfen maximal 28 Tage im Jahr auf geringer Leistung senden und tragen dafür noch vergleichsweise hohe Kosten. Einzige Ausnahme ist der Londoner Künstlersender Resonance FM. So ist die Piratensenderkultur hier noch sehr ausgeprägt, besonders in großen Ballungszentren.
Seit Ende der 1980er-Jahre haben insbesondere im Großraum London Sender wie Kiss FM (nicht mit dem Berliner oder Timișoaraer Sender gleichen Namens identisch), Kool FM, Rinse FM oder Rush FM die Entwicklung von elektronischen Musikstilen wie Jungle, Dubstep, Drum and Bass, Techno oder Speed Garage bekanntgemacht und eine eigene MC-Kultur hervorgebracht. Auch Sender ethnischer Minderheiten sind oft anzutreffen.

### Niederlande
Eine Hochburg der Piratensender sind die Niederlande. Dort werden insbesondere an den Wochenenden eine unüberschaubare Anzahl Piratensender (nicht nur auf UKW, sondern auch auf Kurzwelle) überwiegend oberhalb des 49-Meter-Bands, also ab 6220 kHz bis ca. 6350 kHz, und im oberen Bereich des Mittelwellenbandes betrieben, die auch weit entfernt von den Grenzen der Niederlande empfangen werden können. Gelegentlich sind auch Sendungen in deutscher Sprache zu hören. Auch wurden in den 1980er-Jahren in den Niederlanden die Empfangsantennen von Kabelkopfstationen angepeilt, um dann TV-Sendungen zur späten Nachtzeit zu übertragen. Da das WDR-Fernsehen meist nach 23 Uhr nicht mehr sendete und auch kein Testbild ausgestrahlt wurde, war dies die ideale Gelegenheit, ein eigenes TV-Programm in die Kabelfernsehnetze einzuspeisen. Meist wurde dies mit Hilfe einer Richtantenne und eines Videorekorders realisiert. Mit dem 24-Stundenbetrieb der Fernsehstationen hatte dies jedoch ein Ende.
Auch in den angrenzenden Teilen Deutschlands gehen gelegentlich Piratensender auf Sendung. Es gibt einige Rundfunksender, die ihren Sendebetrieb aus einer etwas unklaren Rechtslage heraus gestartet hatten und später legalisiert wurden, wie fast alle niederländischen Privatsender, so zum Beispiel Radio 10 Gold, Keizerstad FM und Stadsradio Rotterdam. In Amsterdam gab es zahlreiche politische Piratensender, u. a. Radio Got. 

### Weitere Länder
In anderen Ländern teilen sich Piratensender oftmals in zwei verschiedene Klassen auf: politische Sender und kommerzielle Programme. Letztere bestehen meist nur kurze Zeit. Was Radioschiffe angeht, so hatten nur Sendeaktivitäten vor der israelischen Küste längere Zeit Bestand, unter anderem die „Voice of Peace“, die sich vom gleichnamigen Sendeschiff aus für eine Verständigung zwischen Israel und den Arabern einsetzte.
Ihr folgte als letzte außereuropäische Offshore-Station das Radio Arutz 2000. Das Schiff strandete im Januar des Jahres 2000, nachdem sich die Macher vier Jahre vorher nach dem Millennium-Jahr 2000 benannt hatten, so dass ein weiterer Sendebetrieb vom Schiff aus unmöglich wurde. Dennoch wurde unter dem Namen Radio 2000 kurze Zeit darauf der Sendebetrieb als landgestützter Schwarzsender wieder aufgenommen. Bis heute bestehen mehrere Internetseiten zur Promotion der Sendungen, und via Satellit erfolgen ebenfalls Ausstrahlungen. Ein Club ermöglicht zum Teil das finanzielle Überleben.

## Filme über Piratensender
Das Thema Piratensender wurde auch im Kino verarbeitet: In einem Film aus dem Jahr 1982 spielen Mike Krüger und Thomas Gottschalk die Moderatoren des Piratensenders Powerplay, der sein Sendestudio in einem US-amerikanischen Van untergebracht hat. Zum Ende des Films gelangen die beiden Moderatoren als offizielle Sprecher in den ARD-Hörfunk – eine Geschichte, wie sie bei erfolgreichen Piratensendern teils auch wirklich geschah. Um einen illegalen Sender, den ein Jugendlicher betreibt, dreht sich auch der Film Hart auf Sendung (Pump Up The Volume, 1990), mit Pogo 1104 existierte in der ARD sogar eine eigene Jugendserie über das Thema. In Piratensender Dauerständer (Beate Uhse, 2003) sendet ein Piratensender Musik mit Gestöhne und hat damit großen Erfolg. Im April 2009 kam der Film Radio Rock Revolution, der die Geschichte des englischen Piratensenders Radio Caroline aus den 1960er-Jahren aufgreift, in die deutschen Kinos.
1984 wurde das Thema Piratensender in der Fernseh-Miniserie Pogo 1104 verarbeitet. Mitwirkende waren unter anderem Ralf Richter, Anja Schüte, Richy Müller und Erich Bar. Der Film erzählt die Geschichte von vier jungen Leuten, „die sich nur ungern auf die Füße treten lassen“ und auf einem alten Kutter vor den Toren Hamburgs gegen alle Widrigkeiten wie Polizei, Behörden und knapper Kasse einen Piratensender aufbauen.
Auch in der US-amerikanischen Teenie-Serie Parker Lewis (Folge: „Radio Free Flamingo“, 1990) wird das Thema aufgegriffen und insbesondere die Nützlichkeit eines Stimmenverzerrers demonstriert.
Zu dem Thema gibt es auch zahlreiche Dokumentarfilme, unter anderem Jolly Roger, eine Dokumentation über Radio 24, und Radio 24 – Duell am Pizzo Groppera vom Schweizer Fernsehen, der am 5. März 1980 ausgestrahlt wurde. Das ZDF griff das Thema sogar für die Mainzelmännchen auf, die Ende der 1970er-Jahre in mehreren Zeichentrickepisoden mit dem fiktiven Sender Nordlicht zu tun hatten.
Im Coming-of-Age-Drama Die Magnetischen (Les magnétiques, 2021) betreiben die beiden Hauptdarsteller gemeinsam einen Piratensender in der französischen Provinz.

## Liste bekannter ehemaliger Piratensender

### Niederlande und Belgien

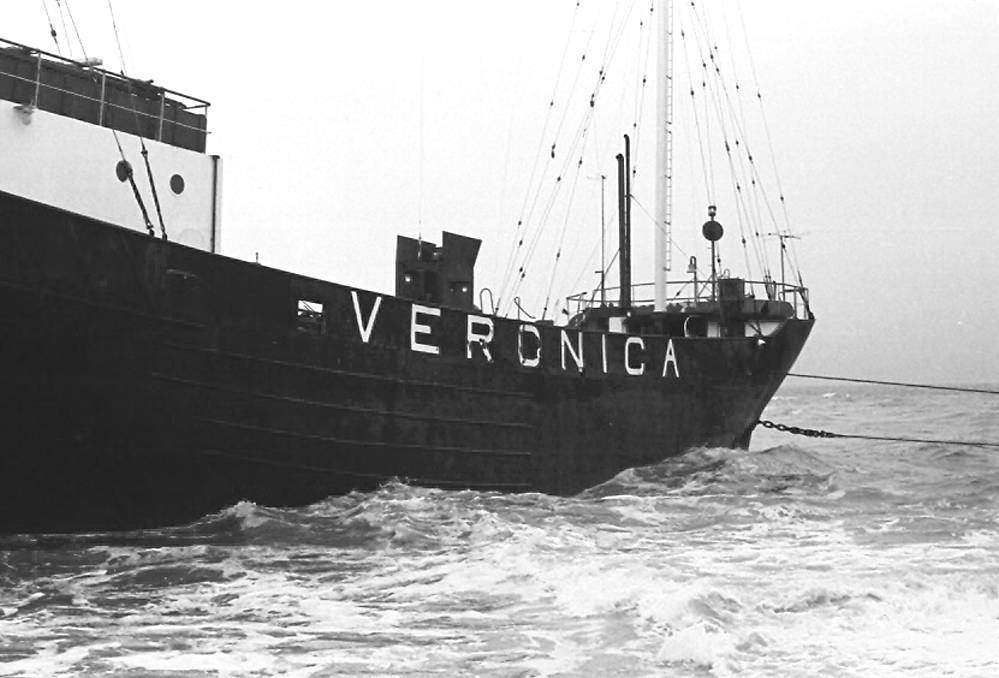
Die MV Norderney im April 1973, Sendebetrieb für Radio Veronica

- Radio Veronica (1960–1974, seit 1976 legal) – Feuerschiff Borkumriff und Norderney
- Radio Nordsee International (RNI; mit Unterbrechungen: 1970–1974) – Schiff Mebo II
- Radio Mi Amigo – Schiff Mi Amigo
- Radio Monique (1983–1991) – Schiff Ross Revenge
- Radio Antwerpen (1962) – Schiff Uilenspiegel
- Radio Dolfijn (1966–1967) – Schiff Laissez-Faire
- Capital Radio (1970) – Schiff King David
- Radio Atlantis (1973–1974) – Schiff Janine
- Radio/TV Noordzee (1964) – Künstliche Insel „REM-eiland“
- Radio Paradijs (1981) – Schiff Magda Maria
- Radio Delmare (1978–1979) – Schiffe Aegir und Aegir II

### Großbritannien

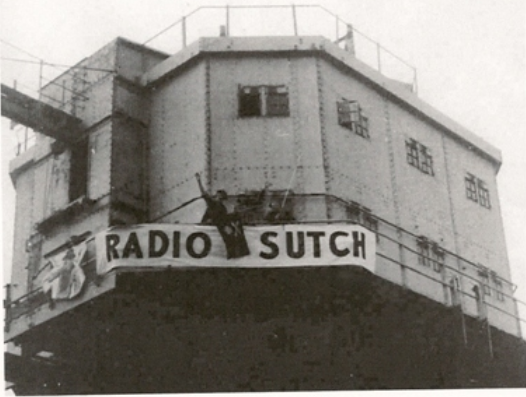
Der Piratensender Radio Sutch auf Shivering Sands (1964)

- Radio Caroline (1964–1989, heute legal) – Schiffe „Fredericia“-Caroline North und „Mi Amigo“-Caroline South, zeitweise „Cheeta II“; später „Ross Revenge“
- Wonderful Radio London, genannt Big L (1964–1967) – Schiff „Galaxy“
- Radio Sutch (1964) – Fort „Shivering Sands“ (siehe Maunsell Forts)
- Radio City (1964–1967) – Fort „Shivering Sands“ (siehe Maunsell Forts)
- Radio Atlanta (1964) – Schiff „Mi Amigo“
- Swinging Radio England (1966) – Schiff „Olga Patricia“
- Britain Radio (1966) – Schiff „Olga Patricia“ (erstes Sendeschiff, das zwei Stationen beherbergte)
- Radio 270 (1966–1967) – Schiff „Oceaan 7“
- Radio 390 (1965–1967) – Fort „Red Sands“ (siehe Maunsell Forts)
- Radio 227/Radio 355 (1967) – Schiff „Laissez Faire“ (vorm. „Olga Patricia“)
- Radio Essex (1965–1966) – Fort „Knock John“ (siehe Maunsell Forts)
- BBMS-Britain’s Better Music Station (1966) – Fort „Knock John“ (siehe Maunsell Forts)
- Radio Scotland (1965–1967) – Schiff „Comet“
- Radio Invicta (1964) – Fort „Red Sands“ (siehe Maunsell Forts)
- Radio Jackie (1969–1985, ab 2003 legal) – wechselnde Orte in Südwest-London und Surrey, seit 2003 in Tolworth, Kingston upon Thames
- Kiss FM (inzwischen legal)
- Kool FM
- Radio Nova
- Radio Blackbeard
- Rinse FM London (seit 2011 legal)
- Itch FM 105,15 London
- UK Radio
- Laser 730 (1984) – Schiff „Communicator“
- Laser 558 (1984–1985) – Schiff „Communicator“
- Laser Hot Hits (1986–1987) – Schiff „Communicator“

### Dänemark und Schweden
- Radio Mercur (1958–1962) – Schiffe „Cheeta“, „Cheeta II“ und „Lucky Star“
- Radio Syd (1962–1966) – Schiffe „Cheeta“, „Cheeta II“
- Radio Nord (1961–1962) – Schiff „Bon Jour“ (die spätere „Mi Amigo“ von Radio Caroline South)

- Danmarks Commercielle Radio (1961–1962) – Schiff „Lucky Star“
- Piratradio 69 101.8fm (2006–2007) – Kopenhagen, aus dem Ungdomshuset

### Frankreich und Italien
- Europe 1
- Radio Verte
- Radio Ivre
- Radio Drops (gegen Ende 1980er-Jahre) sendete aus Straßburg
- Radio Active in Lyon (1976)
- Radio Lorraine Coeur d’Acier in Nancy (1978)
- Azur 102 (1977–1984)
- Radio Continental (1977–1979) sendete aus Bordighiera
- Radio Vintimille Internationale (1977–1981) sendete aus Ventimiglia
- Radio K (1981–1982) sendete aus Bussana di Sanremo
- Radio Lina (2003–) sendet in Neapel
- Radio Riposte (um 1979) in Paris, betrieben von der Parti socialiste

### Deutschland
- Manni FM (Westoverledingen, Landkreis Leer) Sendete 2021 mit bis zu 1. Kilowatt auf Frequenz 105.20 MHz zusammen mit dem Radio Alten Saxophone
- RealFM (sendete 2008–2009 von belgischem Territorium gerichtet nach Deutschland ein deutschsprachiges Hip-Hop- und R’n’B-Programm)
- Radio Lambada (Emlichheim, Grafschaft Bentheim, 2008–) mit einer Sendeleistung von bis zu einem Kilowatt auf UKW 98,6 MHz
- Radio Snoopy (Ostfriesland), meistens Freitags im Radio zu hören
- Kick!FM (Ruhrgebiet), zuletzt mit Reportagefunkfrequenz auf 87,45 MHz
- Radio Horizont 89.1 MHz (Zuletzt gehört  2024 im Großraum Frankfurt a. M.)
- Radio La Paloma (Ostfriesland)
- D42C-Radio (regelmäßige Sendezeiten im Landkreis Bernkastel-Wittlich (zuletzt ausgehoben in Traben-Trarbach), und unregelmäßig in vielen Teilen der Bundesrepublik.)[19]
- Radio Central, Pulheim (1991–1995), gestaltete sich nach dessen Aushebung als legaler Veranstaltungsfunk um und sendete zu besonderen Anlässen vom Pulheimer Gymnasium auf UKW 99,9, bzw. 96,9. Alle von Radio Central legal wie illegal genutzten Frequenzen wurden von der LfM zeitnah ausgeschrieben und ein Weitersenden somit unmöglich gemacht.
- Radio Costa Brava (2008–heute, unregelmäßig)
- Pirate FM (unregelmäßig im Raum Gummersbach 88,6 MHz, spielt überwiegend Elektronische Musik).
- Freies Radio Aachen (Politpirat 1980–1982, unregelmäßig)
- BNL Rock (Deutschsprachiges Memorial-Programm zu Ehren des ehemaligen Radio Benelux;[20] 1981–1984). Das Programm wurde auch auf MW 1593 und Kurzwelle übertragen.
- Radio Freies Wendland (mehrstündige Live-Berichterstattung von der Bohrstelle 1004 in Gorleben, 1980), sendet noch heute während der Castor-Transporte im Rahmen von Radio ZuSa.
- Radio ABS FM im westfälischen Altena (1965–1966)
- Radio Zebra war ein politischer Piratensender in Bremen (1980–1983)
- Nordlicht-Radio International (1989–1995) war der seinerzeit bekannteste und aktivste Piratensender auf Kurzwelle. Die Station strahlte zeitweise auch Programme in den Fremdsprachen Englisch, Französisch und Russisch aus. Es war ferner der erste Sender, der regelmäßig in AM-Stereo und hoher Sendeleistung ausstrahlte. Das aufwendig produzierte Programm bestand aus Unterhaltungselementen und einer eigenen Sendung für Kurzwellenhörer (DX-Corner). Der Betreiber nannte sich Felix de Fries.
- Piraten Trio Vreden (UKW)
- Radio Hafenstraße (1987–1993)
- City FM (Düsseldorf, 1994–2001)
- Radio Diamond (seit 1985) eine der älteren deutschen Landpiraten, erste Sendung am 10. November 1985 auf 6206 kHz auf über Radio Delmare ( Belgien) –  In den letzten Jahren legal über verschiedene lizenzierte Sendeanlagen auf der Kurzwellen im 48m-Band regelmäßig zu hören. HP: Free-Radio-Diamond.de
- Radio Dreyeckland (RDL), seit 1977, legalisiert 1988
- TwenFM (1999–2001; ab 2002 via Internet und mit Unterbrechungen legal auf UKW)
- Radio Westfernsehen
- Radio 108,0/MegaRadio (Halle/Saale 2003–2008) Sendete mit selbstgebauten Sendern am Ende mit bis zu 150 Watt in Stereo und RadioText (RDS), meist von Freitag bis Sonntag durchgehend, Programm 1980er bis damals aktuell Querbeet
- Skyradio FM 103,3 (1987–1989) sendete aus dem Innenstadtgebiet  von Freiburg im Breisgau (Stühlinger, Barbarastraße) meist freitags und samstags, UKW mono mit 30 Watt Leistung (Professioneller Ansteuersender von einer 1-kW-Endstufe) – vertikal polarisierter Rundstrahler unter dem Dach. Schwerpunkt war Black Music (Soul und Funk).
- Radio Outaspace (9. Juli 2002 bis 7. März 2003) sendete mit 40 Watt in Dresden
- Radio Bunte Republik Neustadt (fast jedes Jahr auf UKW)
- Paradise Radio, Rockradio aus Meinerzhagen, Sauerland, war von 1984 bis 1993 auf UKW (Frequenzen zwischen 105,2 MHz und 106,6 MHz) neun Jahre fast täglich bis ins Rheinland zu hören.
- Radio Cosa Rosa sendete 1986–1988 in Leverkusen
- Radio Marabu
- Radio Benelux (BNL)
- Sender Freies Paunsdorf (1965–1969), einer der wenigen Piratensender in der DDR, welcher von drei Jugendlichen mittels einer selbstgebauten Sendeanlage auf der Mittelwelle 935 kHz übertragen wurde
- Radio Canale Grande/RCG seit 1987, legalisiert 1995
- Crazy Wave Radio
- Telstar Radio
- Radio Hitwelle seit 1994, legalisiert 1998
- Radio Freier Odenwald 1981
- Sender Zitrone (ca. 1955–1956), später legalisiert
- Laser 208 KW
- RadioAktiv (1994/1995 im Raum Leipzig/Halle auf 104,4 MHz/UKW und 27,505 MHz/KW, wurde am 7. Juni 1995 ausgehoben)
- Radio 101 (noch immer aktiv bei Sporadic E auf 27,035 MHz)[21]
- Radio HighLife/RFN/248 (4. April 1989 bis 1992)
- Radio Intercity – Ostfriesland (bis 2006 104,00 MHz später 105.2 MHz)
- Radio Likedeeler
- Studio Aragon – Ostfriesland
- Radio Westerkamp – Ostfriesland
- Radio Moorkatze – Grenze Ostfriesland
- Station Hightower – Ostfriesland
- Station zum Schunkelaugust Ostfriesland, 106,30 MHz
- Studio Völlenerfehn – Ostfriesland
- Radio Calibra – Ostfriesland
- Radio Renaldo (fast jeden Samstag auf UKW)
- Studio Auf Dem Lande – Ostfriesland
- Studio 33 – Ostfriesland
- Radio Eule – Ostfriesland
- Radio Arizona
- Radio Rainbow (jeden Sonntag auf 48 m)
- Radio Caroline Eifel („Kurzwellenpirat“)
- Radio Driland
- Station Vrij Gildehaus Kanaal (noch regelmäßig in der Grafschaft Bad Bentheim zu hören)
- Radio Malaga Ostfriesland
- Radio Halli Galli Ostfriesland
- Radio Milano Bunde  jetzt Webradio https://www.piratenhits24.com
- Radio Valentine International
- Radio Wahnsinn (sendete in den 1980er-Jahren im Raum Köln)
- Radio Wahnsinn gab es ebenfalls auf der Kurzwelle, ebenfalls in den 1980er-Jahren, hat nichts mit dem Sender aus Köln zu tun und formierte sich später zu einem neuen Projekt
- Studio E, Düsseldorf
- Level 48
- Nordostfunk (immer sonntags, Ende der 1960er-Jahre bis 1970/71 in Berlin-Mitte und Nordost, Mittelwelle)
- Radio Atlantis (1969–1971, Berlin-Mitte, Lichtenberg u. Prenzlauer Berg, fast täglich früh und nachmittags, Mittelwelle)
- UKW-100 (1976–1978, Innenstadtgebiet Jena, fast täglich abends bis Mitternacht, UKW Stereo 100 MHz, Musik)
- FM-Radio sendete in den Jahren 1988–1989 im Raum Heidelberg auf den Frequenzen UKW 105,1 MHz bzw. 106,1 MHz. Das Programm bestand aus Unterhaltung und Musik, Sendezeiten waren freitags 18–20 Uhr, sowie samstags und sonntags 12–14 Uhr. Gesendet wurde mit einem 3-Watt-Monosender über eine Vier-Element-UKW-Richtantenne. Sendestandort ca. 510 Meter ü.N.N. Das Signal konnte teilweise bis in das ca. 60 km Luftlinie entfernte Wiesbaden gehört werden
- Radio Bonanza (Mittelwellen-Pirat, 1972–1976, danach nur noch vereinzelt bis 1978. Sendete mit teils über 700 Watt in der Grafschaft Bentheim)
- Kanal X aus Leipzig (unmittelbare Nachwendezeit, 1990/91)[22]
- Radio D3 Blaubeuren Piratensender vom 1. März 1996 bis 30. November 1996
- Hitradio-Dancestation Kleve Niederrhein von 1990 bis 2003 auf UKW immer am Wochenende, anfangs mit 25 Watt, später dann bis max. 1200 Watt RDS stereo. Heute teilweise wieder auf Kurzwelle zu empfangen auf 6300 kHz.
- Radio Atlantis International (RAI), UKW und Kurzwellenpirat im Raum Stolberg (Rheinland), 1985–1990
- Sender Freies Waldersee: Privater Sender in der ehemaligen DDR, von Januar 1965-August 1965, im August durch Verrat an die Stasi eingestellt. Sendezeiten, jeweils von 19:00 bis 20:30 Uhr. Reichweite rund fünf Kilometer. Musikrichtung, vorwiegend Schlager der Woche, meistens Übernahme von Schlager der Woche von RIAS Berlin (Frequenz 88,5 MHz)
- Firma Bosrand, regelmäßig in der Grafschaft zu hören (Frequenz 95,90 MHz)
- Welle 106 auf UKW 106 MHz mit 20 Watt, teilweise in stereo im Raum Dortmund von 1988 bis 1994, jeden ersten Samstag im Monat Unterhaltung und Musik. Besonderheit: Ein grüner VW-Bus (am Waldrand versteckt) diente als mobiles Sendestudio. Ab 1993 hat ein Teil der Welle-106-Crew beim Radio-Fantasy-Projekt weiter gemacht.
- Radio Fantasy Dortmund auf UKW 106,4 MHz mit 100 Watt in Stereo im Raum Dortmund/Unna von 1991 bis 1997, jeden Samstag Techno.[23] Heute unter dem Namen Jenny FM legal im Internet zu hören. Sowohl Welle 106 als auch Radio Fantasy sendeten mit selbstgebautem Equipment.
- Radio Otopia und Station F.A.T. ist eine deutsch-niederländische Piratenstation aus der Grafschaft Bentheim. Mittlerweile sendet Radio Otopia nicht mehr, sondern nur noch Station F.A.T. Er sendet nah von der niederländischen Grenze zu Ootmarsum mit einer Sendeleistung von einem Kilowatt auf unterschiedlichen Frequenzen.
- Studio Heimatsignaal (2004 bis heute) (ehemalig Firma Bosrand)
- Knoepert FM (2008 bis heute), ehemalig Firma Bosrand aus der Grafschaft Bentheim, sendet noch regelmäßig.
- Radio Alteisen (2008 bis heute) aus der Grafschaft Bentheim, nah an der Grenze von den Niederlanden, sendet relativ unregelmäßig.
- Station Bengelz ehemalig Radio Knallhart und Studio Alte B70
- Fantasy Dance FM (1984–2020)
- Radio Arizona 98,6 MHz, Geeste, Landkreis Emsland & Nordhorn (9. Juli 2021) mit super RDS-Text[24]
- Studio Weisser Panther sendet auf 97,30 MHz aus Ostfriesland

### Israel
- Voice of Peace – Schiff Peace vor Tel Aviv (1973–1993)
- Arutz 2000 – Schiff King David
- Arutz Scheva („Kanal Sieben“) – vom Schiff MV Hatzvi im Mittelmeer (seit 1988); eines der ersten Internet-Radios (Beta-Tester für den RealPlayer)

### Neuseeland
- Radio Hauraki – Schiff „Tiri“

### Österreich
- Radio Bongo 500 (Salzburg), später legalisiert als Radiofabrik 107,5
- Radio Boiler und diverse andere Sender, um 1991–1992 in Wien (UKW) – später legal als Radio Orange 94.0
- Radio Dauerwelle und Radio Zarg (Graz), aus diesen Piratenradios entstand dann Radio Helsinki – Verein freies Radio Steiermark.
- Radio Lästig[25], Radio U-Krut, ÖRF österreichischer Randfunk, Radio Gsiberg[25] um 1990–1993 in Vorarlberg
- Radio Radiator (Innsbruck), später legal als Freies Radio Innsbruck

### Schweiz
- Radio 24 (1979–1983), sendete lizenziert vom Pizzo Groppera (I) aus Richtung Schweiz, ab 1983 konzessioniert.
- Radio Banana[26]
- Radio Beromünster 2[12]
- Radio City (Tonbeispiel in Einzelnachweis[12])
- Radio Golden River
- Radio Jasmin (1978–1982), Sendegebiet war die Stadt Zürich.
- Radio aktiv, freies Gösgen
- Radio Namenlos
- Radio Schwarze Spinne
- Radio Schwarzi Chatz[26]
- Radio Wälläsitich (1980–1981), Sendegebiet war die Stadt Zürich.
- Radio Wellenhexen ("Wällehäxe")
- Radio Züriwälle (1981–1985), Sendegebiet war die Stadt Zürich; machten 1984 und 1985 auch Fernsehen.[27]

Ein Archiv von Piratensendungen ist verfügbar im Radiobestand Politische Piratenradios in Memobase von Memoriav.

## Technik
Ein Tonbandgerät (oder vergleichbares Abspielgerät), ein Sender von 5 bis 25 Watt, eine Antenne und eine Batterie reichen aus, um eine illegale Radiostation zu betreiben. In der Hochzeit der illegalen Radiostationen in den 1970er-Jahren (vor der Zulassung privater Hörfunksender und dem Entstehen des Internetradios) kostete die notwendige technische Ausstattung rund 600 Euro, fertige Anlagen aus Italien waren für 1500 Euro zu haben. Heutzutage lässt sich bereits für rund 60 Euro ein Sender aufbauen. Die Preise für eine brauchbare fertige Anlage beginnen bei etwa 180 Euro.
Seit der Legalisierung von FM-Transmittern ist der technische Aufwand noch geringer: Man benötigt lediglich einen Leistungsverstärker, um die Leistung anzuheben und Modifikationen am FM-Transmitter, um das Ausgangssignal anzuzapfen.
Das Internetradio mit der Übertragung mittels Streaming Audio ist für viele Interessenten eine einfache Alternative zum Betrieb eines Hochfrequenz-Radiosenders geworden.